# Will Quadflieg

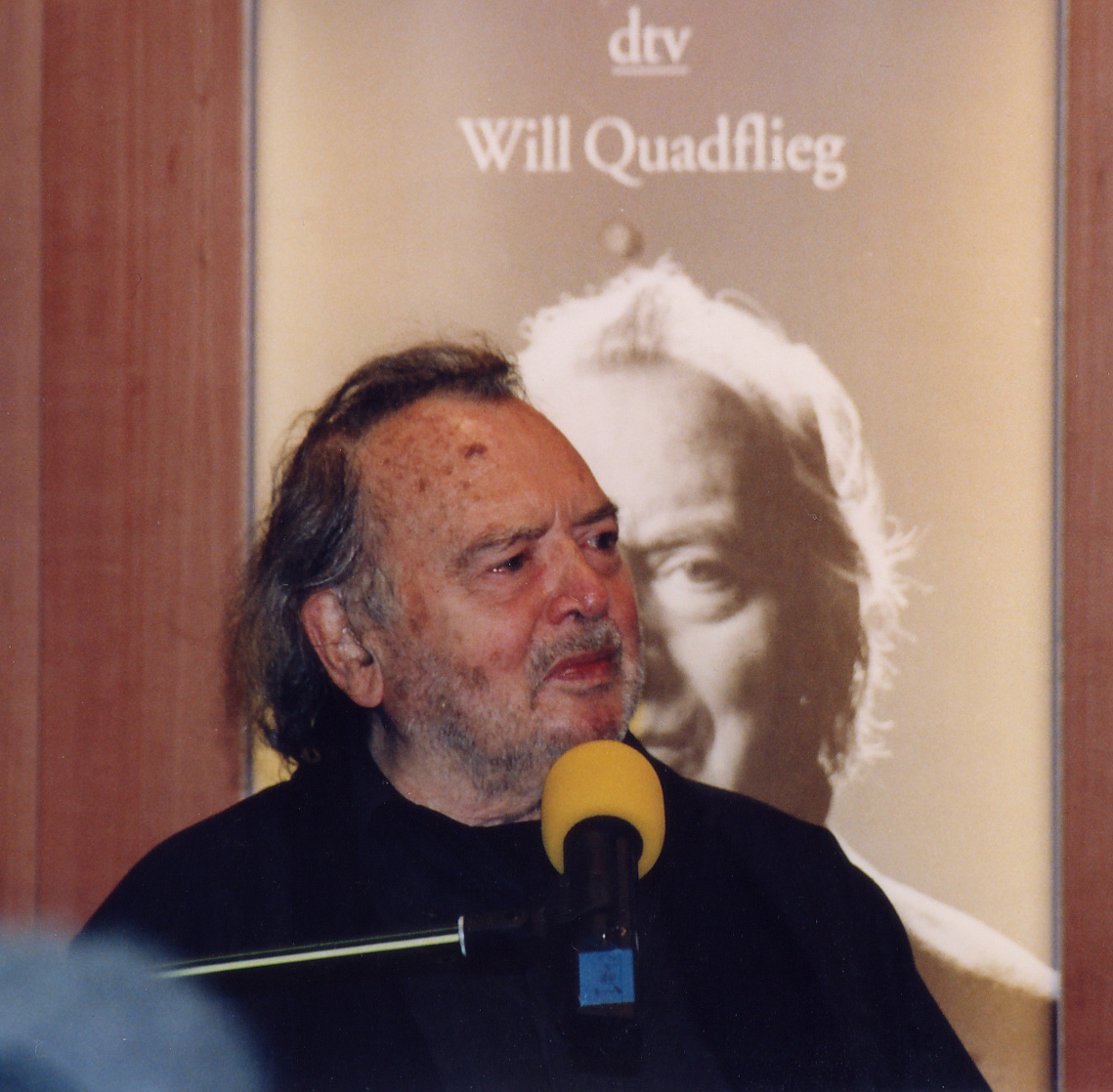
Will Quadflieg 1998 auf der Frankfurter Buchmesse

Will Quadflieg (* 15. September 1914 in Oberhausen; † 27. November 2003 in Osterholz-Scharmbeck; eigentlich Friedrich Wilhelm Quadflieg) war ein deutscher Schauspieler und Hörspielsprecher, der auch als Rezitator und Theaterregisseur wirkte.
Er spielte von 1952 bis 1959 den Jedermann bei den Salzburger Festspielen. Die Inszenierung von Goethes Faust. Der Tragödie erster Teil aus dem Jahr 1957, in der er an der Seite von Gustaf Gründgens die Titelrolle übernahm, wurde 1960 verfilmt.

## Leben und Wirken
Quadflieg wuchs als Sohn des Inspektors Wilhelm Quadflieg auf. Seine Mutter Maria war eine geborene Schütz. Schon während der Schulzeit nahm Will Quadflieg privaten Schauspielunterricht, später bei Vera Prellwitz in Mülheim. Nach dem Abitur 1933 wurde er Eleve am Theater Oberhausen, damals noch ein kleiner Theatersaal der städtischen Bürgerschaft, in dem auch Operetten zur Aufführung kamen. Sein Debüt gab er in der Rolle des „Weyland“ in der Operette Friederike von Franz Lehár. Über die Stationen Gießen, Gera, Düsseldorf (bei Walter Bruno Iltz) und Heidelberg kam er 1936 nach Berlin, wo er an der Volksbühne bei Eugen Klöpfer und am Schiller-Theater unter anderem bei Heinrich George seine Bühnenkarriere fortsetzte und zu einem bekannten Theaterschauspieler aufstieg. 1938 spielte Quadflieg den Winnetou nach einem auf Grundlage der Dimmler-Fassung von Ludwig Körner geschriebenen Buch in einer Aufführung an der Freien Volksbühne Berlin.
Die Intendanten, unter denen er tätig war, kollaborierten teilweise mit dem Naziregime. Will Quadflieg selbst teilte nicht die Ansichten der Nationalsozialisten, genoss aber durch seine Bühnentätigkeit Vorteile, indem er nicht gezwungen war, Kriegsdienst zu leisten. Er wurde seitens seines Arbeitgebers  uk (unabkömmlich) gestellt.
An zwei Propagandafilmen „zur Hebung der Moral“ war er beteiligt, was er später bereute. Quadflieg blieb einer der wenigen Künstler, die sich nach dem Krieg mit dem Nationalsozialismus selbstkritisch auseinandersetzten und sich um Aufklärung und Versöhnung bemühten; im schon fortgeschrittenen Alter engagierte er sich noch in der Friedensbewegung und für die Grünen. Seiner eigenen Ansicht nach hatte sein größter Fehler während der Zeit des Nationalsozialismus darin bestanden, ein unpolitisches Privatleben zu führen, ohne sich hinreichend um das Geschehen und die politischen Entwicklungen um sich herum zu kümmern. Quadflieg wurde Mitglied der Tierschutzpartei.
Während der Neuetablierung der Theaterkultur in Hamburg war Quadflieg ab 1947 am Deutschen Schauspielhaus engagiert und zugleich auch am Schauspielhaus Zürich sowie bei den Salzburger Festspielen als Jedermann in Hugo von Hofmannsthals gleichnamigen Parabelspiel. Von 1956 bis 1962 arbeitete er unter der Intendanz von Gustaf Gründgens. In dessen erfolgreicher Kinoverfilmung des Faust I von Goethe spielte er 1960 die Titelrolle, die ihn auch einem internationalen Publikum bekannt machte. In dem Radio-Hörspiel Fährten in der Prärie (1959, von Günter Eich) widmete Quadflieg sich erneut der Rolle des Winnetou. 1964 spielte er am Wiener Burgtheater in Shakespeares Macbeth die Titelrolle.
In den 1960er- und 1970er-Jahren wurde es ruhiger um Will Quadflieg, der aus seiner traditionellen, den Autoren verpflichteten Theaterauffassung kein Hehl machte. Dies brachte ihn in den späten 1960er Jahren in Gegnerschaft zu der sich etablierenden neuen Generation von Theatermachern, die die konventionelle, klassische Theaterkultur politisierten und bis dahin geltende Bühnentraditionen bewusst konterkarierten, um sie in gegenwärtige gesellschaftliche Kontexte zu setzen. Erst ab Mitte der 1970er Jahre trat Quadflieg wieder auf der Bühne auf, zu dieser Zeit und auch später immer wieder in Produktionen des Regisseurs Rudolf Noelte, dem er sich menschlich und auch konzeptionell in der Theaterarbeit verbunden fühlte. Bei Noelte war er unter anderem als Alceste in Molieres Menschenfeind, als Thomas Payne in Georg Büchners Dantons Tod und zuletzt in Gerhart Hauptmanns Michael Kramer auf der Bühne zu sehen. Ab 1983 war er immer wieder am Thalia Theater in Hamburg tätig (vor allem unter der Intendanz von Jürgen Flimm), wo er bis zu seinem Tod auftrat.
Will Quadflieg war ein Theater- und Bühnenkünstler, der einer wohlmodulierten und ausdrucksvollen Sprechweise neben der schauspielerischen Darstellung große Bedeutung einräumte. Während er in jüngeren Jahren vor allem durch klassische Rollen wie Romeo, Hamlet, Othello, Macbeth, Faust, Mephisto, Tasso, Don Carlos und Nathan zu großer Bekanntheit gelangte, so wandte er sich in seiner zweiten Lebenshälfte ebenso erfolgreich zeitgenössischen Autoren wie Jean-Paul Sartre, John Osborne, Botho Strauß zu. Daneben machte er sich als Rezitator mit zahlreichen Sprechplatten und Vortragsabenden einen Namen. Auch in Film- und Fernseh-Produktionen war er zu sehen, so unter anderem in Dieter Wedels Vierteiler Der große Bellheim, aber auch in diversen Krimiproduktionen. Dem Theater als seiner eigentlichen Wirkungsstätte blieb er aber stets verbunden.
Für das Klassik-Label Deutsche Grammophon las Quadflieg seit den 1960er-Jahren bekannte Gedichte und literarische Werke (unter anderem Der kleine Prinz, Der Steppenwolf) und wurde damit zu einem Pionier der Hörbücher. In den 1980er Jahren war Quadflieg als Erzähler der Rahmenhandlung und der übergeordneten Zusammenhänge in der erfolgreichen Hörspiel-Reihe Wir entdecken Komponisten zu hören, darunter über Johannes Brahms, Ludwig van Beethoven und Johann Sebastian Bach.
Von 1940 bis 1963 war er mit der Schwedin Benita von Vegesack (1917–2011) und nach der Scheidung seit 1963 in zweiter Ehe mit der Schauspielerin Margarete Jacobs (1936–2019) verheiratet.
Mit seiner ersten Ehefrau Benita wurde er Vater von fünf Kindern: Isolde (* 1940), Lars (* 1942), Christian (1945–2023), Manuel (1948–1981) und Roswitha (* 1949). Aus einer Beziehung zu Margot Trooger entstammt die Tochter Sabina Trooger (* 1955). Der Sohn Christian und die Tochter Sabina wurden Schauspieler, die Tochter Roswitha wurde Grafikerin und Schriftstellerin.
Friedrich Wilhelm Quadflieg verbrachte seine letzten Lebensjahrzehnte in seinem Haus in Heilshorn in Niedersachsen. Er starb im November 2003 an einer Lungenembolie im Krankenhaus Osterholz-Scharmbeck im Alter von 89 Jahren. Auf dem kommunalen Friedhof Werschenrege wurde er anonym bestattet.
Seit 2006 heißt der Platz neben dem Theater Oberhausen ihm zu Ehren Will-Quadflieg-Platz. In Osterholz-Scharmbeck ist die Will-Quadflieg-Straße nach ihm benannt.

## Filmografie
- 1938: Der Maulkorb
- 1940: Das Herz der Königin
- 1940: Kora Terry
- 1941: Mein Leben für Irland
- 1942: Schicksal
- 1942: Der große Schatten
- 1942: GPU
- 1942/44: Philharmoniker
- 1944: Die Zaubergeige
- 1944: Solistin Anna Alt
- 1950: Die Lüge
- 1951: Schwarze Augen
- 1951: Das ewige Spiel
- 1951: Die tödlichen Träume
- 1952: Die Försterchristel
- 1953: Moselfahrt aus Liebeskummer
- 1953: Vergiß die Liebe nicht
- 1955: Lola Montez (Lola Montès)
- 1955: San Salvatore
- 1958: Jedermann (TV)
- 1960: Faust
- 1960: Ein Monat auf dem Lande (TV)
- 1961: Rosmersholm (TV)
- 1962: Annoncentheater – Ein Abendprogramm des deutschen Fernsehens im Jahre 1776
- 1966: Die Fliegen (TV)
- 1970: Puppen reden nicht (TV-Serie Dem Täter auf der Spur)
- 1973: Der Sieger von Tambo (TV)
- 1975: Warum es ein Fehler war, Beckmann zu erschießen (TV-Serie Der Kommissar)
- 1976: Der Menschenfeind (TV)
- 1976: Als wär’s ein Stück von mir (TV)
- 1977: Die Ratten (TV)
- 1979: Kümmert euch nicht um Sokrates (TV)
- 1979: Ein Kongreß in Berlin (TV-Serie Derrick)
- 1980: Ein Mann von gestern (TV)
- 1981: Dantons Tod
- 1984: Michael Kramer (TV)
- 1986: Die Reise
- 1993: Der gute Merbach (TV)
- 1993: Der große Bellheim (TV-Mehrteiler)
- 1994: Eine Endstation (TV-Serie Derrick)
- 1994: Die Wildente (TV)
- 1999: Dr. Robert Schumann, Teufelsromantiker (TV)

## Hörspiele (Auswahl)
- 1949: Hans Egon Gerlach: Goethe erzählt sein Leben. 35-teilige Hörspielreihe (Teile 1, 3 bis 15) (Junger Goethe) – Regie: Ludwig Cremer (Teile 1 bis 3); Mathias Wieman (Teile 4 bis 35) (Hörbild – NWDR Hamburg)
- 1952: Hans Rothe: Verwehte Spuren (Gustave) – Regie: Gerd Fricke (Hörspielbearbeitung – NWDR Hamburg)
- 1955: Peter Lotar: Friedrich Schillers Leben und Werk (6 Abende) Nach historischen Quellen (Friedrich Schiller) – Regie: Wilhelm Semmelroth (Original-Hörspiel – NWDR Köln)
- 1955: Hans Christian Andersen: Des Kaisers Nachtigall (Kaiser Ming Ming Tse) – Regie: Heinz-Günter Stamm (Hörspielbearbeitung – BR)
- 1955: Günter Eich: Zinngeschrei (Manuel Rubio) – Regie: Gustav Burmester (Original-Hörspiel – NWDR Hamburg)
- 1956: Franz Grillparzer: Das goldene Vlies. Ein dramatisches Gedicht in drei Teilen (Jason) – Regie: Wilhelm Semmelroth (Hörspielbearbeitung – WDR)
- 1957: Felix Gasbarra: Der Mann, dem ein Tag abhanden kam oder Was ist Zeit? (Trevor, Philosoph) – Regie: Gustav Burmester (Hörspiel – NDR)
- 1959: Günter Eich: Aus der Frühzeit des Hörspiels: Fährten in die Prärie (Winnetou) – Regie: Gustav Burmester (Original-Hörspiel – NDR)
- 1962: Edmond Rostand: Chantecler oder Das Geheimnis des Sonnenaufgangs (Chantecler) – Regie: Cläre Schimmel (Hörspielbearbeitung – SDR/WDR)

- 1988: Uwe Kraemer: Klassik ist klasse: Aus der neuen Welt – oder: von Lokomotiven und Dampfschiffen. Ein musikalisches Hörspiel um Anton Dvořák (Erzähler) – Regie: Michael Weckler (Original-Hörspiel – DW)
- 1998: Dieter Philippi: Der Park / Der Garten: Pücklers Raumdeutung (Goethe) – Regie: Christiane Ohaus (Original-Hörspiel – DLR/RB)

- Hamlets Rache. Kriminalhörspiel für Kinder nach William Shakespeare. Bearbeitung: Jürgen Nola, Besetzung: Hamlet: Fritz Fenne, Claudius: Günter Lamprecht, Polonius: Peter Striebeck, Geist: Will Quadflieg, Sprecher: Hans Kemmer, Gertrud: Claudia Amm, u. a. Deutsche Grammophon Production / Universal Music 2003, ISBN 3-8291-1297-1.[9]

## Auszeichnungen
- 1973 Albin-Skoda-Ring für den besten Sprecher des deutschen Sprachraums
- 1974 Silberne Maske der Hamburger Volksbühne
- 1976 Großes Bundesverdienstkreuz (1986 aus Protest gegen die Novellierung des Tierschutzgesetzes zurückgegeben)[10]
- 1984 Medaille für Wissenschaft und Kunst der Freien und Hansestadt Hamburg
- 1984 Verleihung der Plakette der Freien Akademie der Künste Hamburg
- 1986 1. Preis der INTHEGA für „Vor Sonnenuntergang“ mit Will Quadflieg als Geheimrat Clausen
- 1987 1. Preis der INTHEGA für „Ich bin nicht Rappaport“ mit Will Quadflieg als Nat
- 1987 Deutscher Sprachpreis
- 1992 Kultur- und Friedenspreis der Villa Ichon
- 1993 Goldene Kamera
- 1994 Adolf-Grimme-Preis mit Gold für Der große Bellheim (zusammen mit Dieter Wedel, Heinz Schubert, Hans Korte und Mario Adorf)
- 1995 Bambi für das Lebenswerk
- 1999 Lew-Kopelew-Friedenspreis

## Filmporträt
- Verführer und Mahner: Will Quadflieg zum 85., Produktion: Claus Spahn, WDR 1999